# Aeschynanthus pachyanthus
Aeschynanthus pachyanthus är en tvåhjärtbladig växtart som beskrevs av Rudolf Schlechter. Aeschynanthus pachyanthus ingår i släktet Aeschynanthus och familjen Gesneriaceae. Inga underarter finns listade i Catalogue of Life.